# Szadów (stacja kolejowa)
Szadów (lit. Šeduva) – stacja kolejowa w miejscowości Szadów, w rejonie radziwiliskim, w okręgu szawelskim, na Litwie. Położona jest na linii Radziwiliszki – Dyneburg.

## Historia
Stacja powstała w XIX w.. Początkowo nosiła nazwę Szadowa (ros. Шадова).